# Campeonato Carioca 1920
In 1920 werd het vijftiende Campeonato Carioca gespeeld voor voetbalclubs uit de toen nog Braziliaanse hoofdstad Rio de Janeiro. De competitie werd gespeeld van 11 april 1920 tot 2 januari 1921. Flamengo werd de kampioen.

## Eindstand
| Plaats | Club             | Wed. | W  | G | V  | Saldo | Ptn. |
| ------ | ---------------- | ---- | -- | - | -- | ----- | ---- |
| 1.     | Flamengo         | 18   | 13 | 5 | 0  | 44:19 | 31   |
| 2.     | Fluminense       | 18   | 11 | 4 | 3  | 46:27 | 26   |
| 3.     | America          | 18   | 10 | 5 | 3  | 39:24 | 25   |
| 4.     | Botafogo         | 18   | 10 | 1 | 7  | 56:34 | 21   |
| 5.     | Andarahy         | 18   | 9  | 2 | 7  | 36:26 | 20   |
| 6.     | Bangu            | 18   | 8  | 1 | 9  | 51:42 | 17   |
| 7.     | São Cristóvão AC | 18   | 8  | 1 | 9  | 49:37 | 15   |
| 8.     | Villa Isabel     | 18   | 4  | 1 | 13 | 31:53 | 11   |
| 9.     | Palmeiras        | 18   | 3  | 2 | 13 | 24:64 | 8    |
| 10.    | Mangueira        | 18   | 3  | 0 | 15 | 24:74 | 6    |

### Kampioen
| Campeonato Carioca de 1920   |
| Rio de Janeiro               |
| ---------------------------- |
| FLAMENGO Kampioen (3° titel) |